# Pedostibes
A Pedostibes a kétéltűek (Amphibia) osztályába, a békák (Anura) rendjébe és a varangyfélék (Bufonidae) családjába tartozó nem.

## Előfordulása
A nem fajai Indiában, az Indokínai-félszigeten, Borneón és Szumátrán honosak.

## Rendszerezés
A nembe az alábbi fajok tartoznak:
- Pedostibes kempi
- Pedostibes rugosus
- Pedostibes tuberculosus